# Metasesarma rubripes
Metasesarma rubripes är en kräftdjursart som först beskrevs av Rathbun 1897.  Metasesarma rubripes ingår i släktet Metasesarma och familjen Sesarmidae. Inga underarter finns listade i Catalogue of Life.

## Bildgalleri

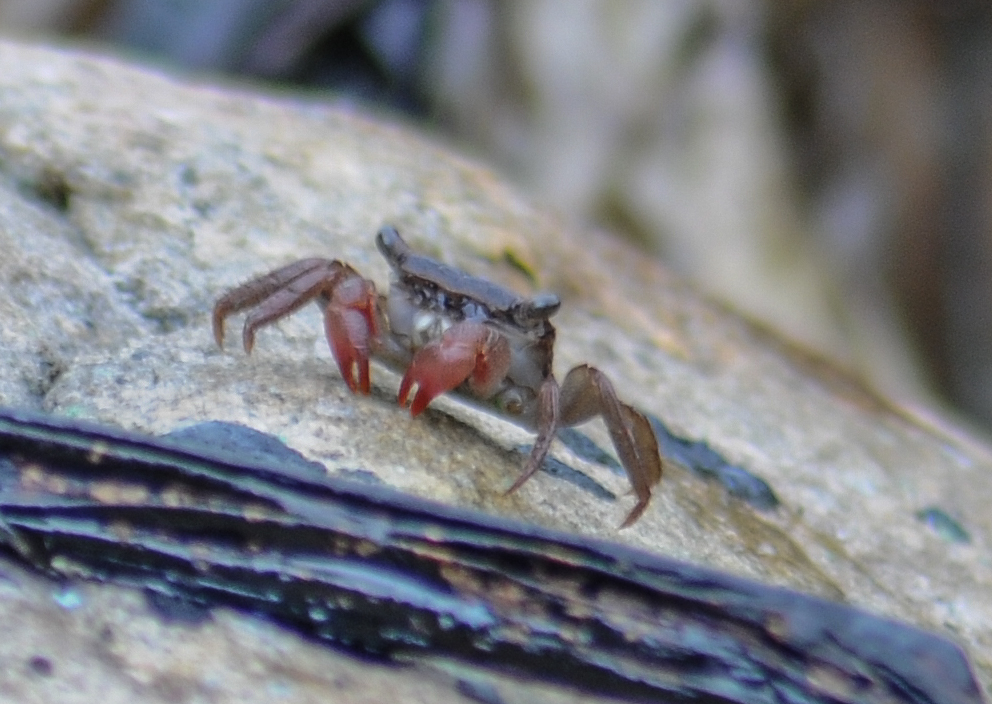
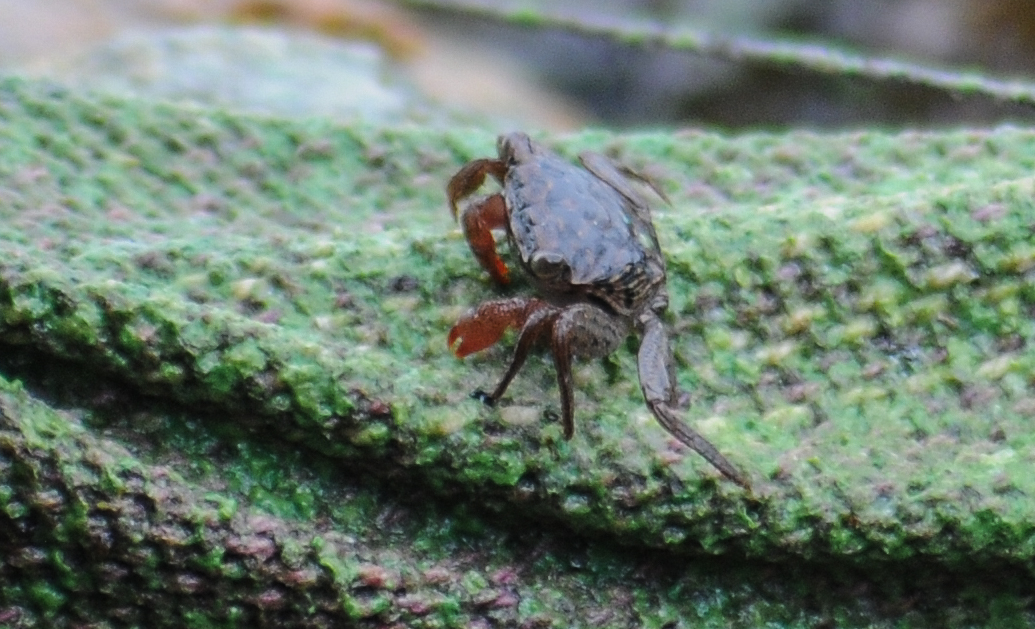
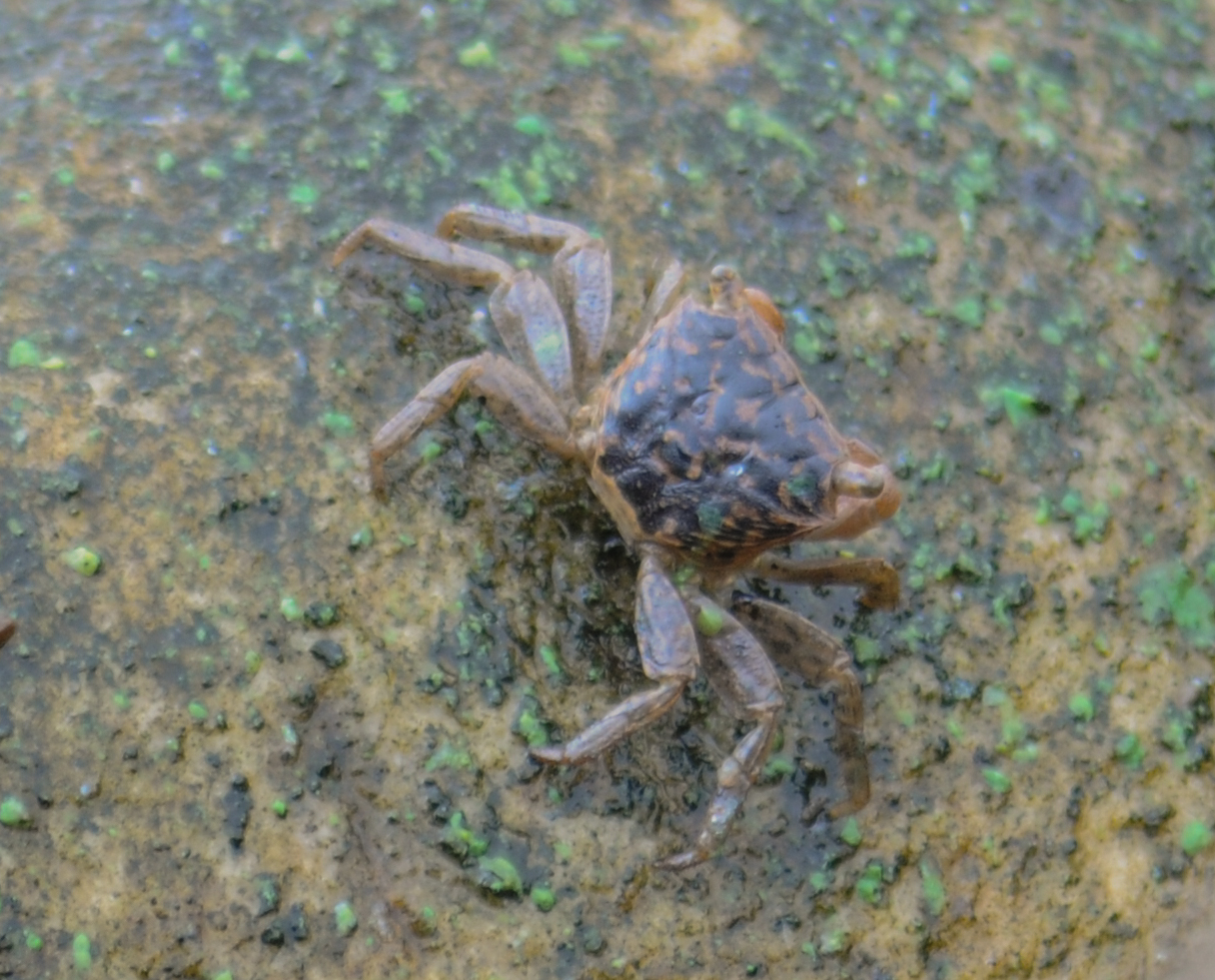
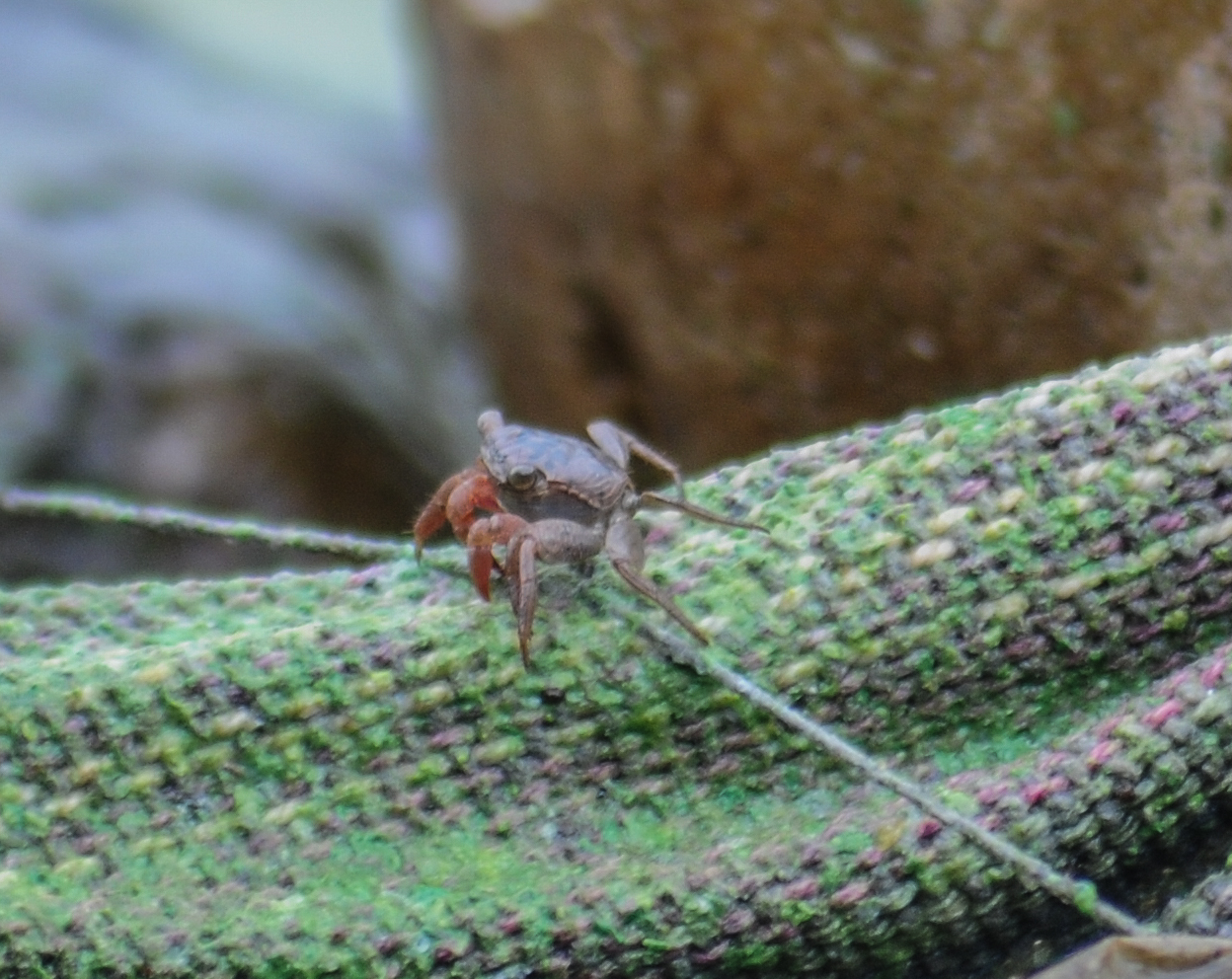